# Ганнибал, Исаак Абрамович
Исаа́к Абра́мович Ганниба́л (1747, с. Петровское — 04 [16] января 1808, Максаков Бор) — русский военный деятель из рода Ганнибалов, сын Абрама (Ибрагима) Ганнибала и Христины-Регины фон Шёберг.

## Биография
Родился в 1747 году, вероятно, в селе Петровском в семье Абрама Петровича Ганнибала и его супруги Христины-Регины фон Шёберг.
Его ранние годы прошли в Петербурге. В 1756 году был определён в артиллерийскую школу, по окончании учёбы служил в морской артиллерии, получил чин капитана 3-го ранга.
Во время военных действий в Польше против войск Барской конфедерации И. А. Ганнибал, капитан Нашебургского полка, находился в составе отряда (детошемента), которым командовал А. В. Суворов. В реляции от Суворова от 12 сентября 1771 года главнокомандующему русскими войсками в Польше Веймарну о победе при Столовицах над войсками гетмана графа Огинского отмечается, что «господин капитан Исаак Ганнибал» вместе с другими офицерами «оказал свою неустрашимость с храбростью».
В 1770—1772 годах, как и его старший брат Иван, участвовал в боях с турецким флотом в Средиземном море. В 1774 году женился на Анне Андреевне Чихачёвой и вышел в отставку. Супруги жили в одном из имений Чихачёвых в Новоржевском уезде. Некоторое время спустя Исаак Абрамович поступил на службу в Псковское лесное ведомство на должность оберфорстмейстера (лесничего).
Получил немалое наследство (несколько деревень), о чём говорил так: «Мне досталось в С.-Петербургской губернии мыза Тайцы с деревнями, да в Псковском наместничестве Опоческого уезда Оклад, что ныне называется сельцо Воскресенское с деревнями». Также по разделу имущества он получил 10 тысяч рублей и вещи из дома отца.
Однако, будучи не очень практичным, к 1786 году оказался должником и вынужден был продать земли под Петербургом.
После отставки со службы 15 лет прожил в Пскове, где в 1803 году стал псковским обер-форштмейстером (главным лесничим).
Умер 16 января 1808 года в чине коллежского асессора.

### Дело об избиении жены священника
По сообщению С. С. Гейченко, в фондах Псковского областного архива находятся документы, связанные с избиением Исааком Ганнибалом и его крепостными жены вороничского священника Петра Фёдорова. В 1776 году вместе с несколькими своими дворовыми Ганнибал избил в доме Фёдорова его жену Дарью Тимофеевну. В результате побоев Фёдорова вскоре умерла. Причина, по которой Ганнибал избил женщину, неизвестна. Ни Ганнибал, ни его дворовые не понесли никакого наказания. Дело рассматривалось в Опочецком уездном суде, Ганнибал не явился ни на одно из заседаний под предлогами отъезда или болезни. Письменно он признал свою вину и обещал, что люди, бывшие с ним в доме священника, явятся на допрос. В 1779 году делом занялась Духовная Консистория.

## Семья
Был женат на Анне Андреевне Чихачёвой. В семье родилось 15 детей, среди них сыновья Павел (ок. 1776—1841), Яков (1777—1840), Пётр (1784—1826), Семён (1791—1853), Дмитрий (1793 — ?) и Александр и дочери Александра (1789—1850), Анна (1793 — ?), Клавдия (1795 — ?), Констанция, в замужестве Хорошилова (1797 — ?) и Екатерина, в замужестве Меландер (? — 1841).